# Gibbes Museum of Art
Le Gibbes Museum of Art, est un musée d’art, situé dans le quartier historique de Charleston, en Caroline du Sud, aux États-Unis. Créé sous le nom de Carolina Art Association en 1858, le Gibbes Museum of Art a été ouvert aux visiteurs en 1905. Ce musée présente plus de 10 000 œuvres d’art, des peintures, sculptures, photographies et bien d’autres, principalement sur le passé de Charleston et le passé colonial américain.

## Histoire
En 1858, la Carolina Art Association est créée, par des hommes d’affaires et des hommes politiques, dans le but de promouvoir les beaux-arts.
En 1888, James Shoolbred Gibbes lègue 100 000 $, pour l’achat ou la construction d'un bâtiment adapté aux expositions de peintures.
En 1905, le Gibbes Museum of Art (anciennement appelé Gibbes Memorial Art Gallery) ouvre ses portes au grand public. Il a été nommé en l'honneur de James Shoolbred Gibbes.
En 1972, le Gibbes Museum of Art reçoit l'accréditation de l'American Association of Museums (maintenant American Alliance of Museums). Cette accréditation est une preuve de distinction, elle témoigne d’une validation par les pairs des opérations ainsi que de l'impact d'un musée.
En 1978, des travaux ayant un coût de 1 200 000 $ sont menés afin d’ajouter une nouvelle aile au musée, dans le but d’augmenter la taille de la galerie, de l’espace de stockage et l’espace du personnel par la création de bureaux.
En 2016, le musée rouvre ses portes au public après avoir procédé à une rénovation et un agrandissement, afin de revitaliser le bâtiment pour qu’il retrouve sa grandeur, pour un coût de 13 500 000 $.

## Collection
Le Gibbes Museum of Art, abrite une collection permanente d’œuvres d’art, s’étendant sur quatre siècles, de l’ère coloniale à nos jours. On peut y retrouver des peintures, sculptures, œuvres sur papier, ainsi que d’autres types d’œuvres. Le musée contient également une grande collection de portraits miniatures, il en compte plus de 600 réalisés entre le 18ième et le début du 20ième siècle.